# Prêmio Emmy Kids de Programa Factual e Entretenimento
O Prêmio Emmy Kids de Programa Factual e Entretenimento (em inglês: International Emmy Award for Best Kids: Factual & Entertainment) é uma das categorias do Prêmio Emmy Kids Internacional, entregue desde 2020 pela Academia Internacional das Artes & Ciências Televisivas (IATAS). Esta premiação reconhece programas de televisão voltados para crianças e jovens, que se destacam pelo conteúdo não-ficcional e de entretenimento, produzidos e transmitidos fora dos Estados Unidos. A cerimônia de premiação dos vencedores ocorre na cidade de Nova York.

## Múltiplas indicações
| Indicações | País          |
| ---------- | ------------- |
| 4          | Reino Unido   |
| 3          | África do Sul |
| 2          | Brasil        |
| 2          | México        |

## Vencedores e indicados
| Ano  | Vencedor                                            | Rede de televisão                     | País          |
| ---- | --------------------------------------------------- | ------------------------------------- | ------------- |
| 2020 | Finding My Family: Holocaust – A Newsround Special  | BBC Children's Productions/CBBC       | Reino Unido   |
| 2020 | Opa Popa Dupa                                       | Nat Geo Kids/Estudios Telemexico      | México        |
| 2020 | My Notebooks – Seven Years of Tiny Great Adventures | NHK                                   | Japão         |
| 2020 | World’s Worst Diseases                              | Delta Studios                         | Suécia        |
| 2021 | Scars of Life                                       | De Mensen                             | Bélgica       |
| 2021 | The Voice Kids Brasil                               | TV Globo                              | Brasil        |
| 2021 | My Life: Picture Perfect                            | Big Deal Films                        | Reino Unido   |
| 2021 | Ahlan Simsim                                        | Sesame Workshop/Jordan Pioneers       | Jordânia      |
| 2022 | My Better World                                     | Fundi Films/Maan Creative/Impact(Ed)  | África do Sul |
| 2022 | Ikke Gjor Dette Mot Klimaet!                        | NRK                                   | Noruega       |
| 2022 | Let's Talk About Periods: A Newsround Special       | BBC                                   | Reino Unido   |
| 2022 | Sueños Latinoamericanos                             | TVN                                   | Chile         |
| 2023 | Built To Survive                                    | Butter Media/ABC/ACTF                 | Austrália     |
| 2023 | Quintal TV                                          | Canal Futura/FRM                      | Brasil        |
| 2023 | Takalani Sesame                                     | Sesame Workshop/Pulp Films            | África do Sul |
| 2023 | Triff… Anne Frank                                   | Cross Media/IFAGE                     | Alemanha      |
| 2024 | La vida secreta de tu mente                         | Warner Bros. Discovery/Pictoline      | México        |
| 2024 | De Mensenbieb                                       | Skyhigh TV                            | Países Baixos |
| 2024 | My Life: Eva’s Having a Ball                        | Fresh Start Media                     | Reino Unido   |
| 2024 | The Takalani Sesame Big Feelings Special            | Sesame Workshop/Ochre Moving Pictures | África do Sul |